# Alessandro Nora
Alessandro Nora (né le 24 mai 1987 à Mirandola) est un joueur de water-polo italien, attaquant gaucher de l'AN Brescia.
Sa première équipe est le Modène. Il débute en A1 en 2006-2007 au sein de la Rari Nantes Camogli. Il passe ensuite deux années à Sori. Il est ensuite transféré à l'AN Brescia en 2010.